# Didier Le Tallec
Pour les articles homonymes, voir Le Tallec.
Didier Le Tallec, né le 2 février 1961 à Lorient, est un footballeur français du Football Club Lorient-Bretagne Sud. 
Il a évolué comme arrière droit jusqu'en 1990 avec les Merlus puis en amateur dans différents club de la région lorientaise.